# Василь Попович
Василь Попович (язичіє: Василій Поповичъ; угор. Popovics Vazul; Popovics Basilio; Popovics Bazil; 12 вересня 1796, Великі Ком'яти, Австро-Угорщина — 19 жовтня 1864, Ужгород, Австро-Угорщина) — руський (український) священник та церковний ієрарх на Закарпатті. Мукачівський греко-католицький єпископ, один з основоположників «Товариства св. Василія Великого», метою якого було зупинити мадяризацію Закарпаття.

## Життєпис
Народився Василь Попович 12 вересня 1796 року в селі Великі Ком'яти Уґочанського комітату (нині — Виноградівського району на Закарпатті) в сім'ї місцевого пароха Юрія Поповича і Марії Лендєл (угорською «Поляк»).
Початкову освіту здобув у Великому Каролі, а також Мараморош-Сиготі. Між учнями вирізнявся обдарованістю, працьовитістю і відмінною поведінкою. Закінчив гімназію в Ужгороді, де також став лідером та тримав першість у навчанні. По тому закінчив богословську семінарію в Пешті (1814–1818), де здобув науковий ступінь доктора філософії. У квітні 1820 року рукоположений на греко-католицького священника. Спочатку служив у парафіях  Сваляви та Сиготу. У 1822 році переведений до щойно заснованої Пряшівської греко-католицької єпархії, де у 1822–1837 роках став секретарем єпископа, каноніком капітули і священником Пряшівського кафедрального собору. 2 жовтня 1837 року Василя Поповича займеновано єпископом Мукачівської греко-католицької єпархії, а 18 березня 1838 року — висвячено на єпископа. Своїм святителем В. Попович обрав львівського греко-католицького митрополита Михайла Левицького і свячення відбулися у Львові. По тому надав роботу священникові та будителю Олександру Духновичу.
На посаді єпископа В. Попович успішно займався регулюванням єпархіальних фондів. Він прийняв капітал у 40 тисяч гульденів, а залишив — 200 тисяч. На початку його діяльності в єпархії налічувалося 30 кам'яних церков, а після смерті залишилося 234 кам'яних церков та 222 парафіяльних будинки. За свій рахунок щорічно утримував 12 найбідніших студентів. В 1855 році протягом кількох місяців харчував на своїй кухні по 100–200 голодуючих. Також В. Попович у 1841 р. скликав єпархіяльний синод, де вирішили справу збільшення благодійних фондів для підтримки вдів і сиріт по священниках. Згодом він заснував сиротинець для священничих доньок в Ужгороді, збудував нову учительську семінарію, а в єпархіяльній семінарії звів домашню каплицю (1858 р.), катедральний собор (1857–1858 рр.), відновив єпископську резиденцію (1859 р.) та відстояв право греко-католицького духовенства на «конгруу» — доплату від держави у випадках, коли прибутків парохії не вистачало на прожиття.
Ще семінаристом і молодим священником Василь Попович захоплювався панславістськими ідеями Яна Коллара і його поглядами на взаємини та культурне співробітництво між слов'янськими народами. Ці шукання були притаманні сотням інтелектуалів слов'янських бездержавних народів ХІХ століття, які прагнули зупинити асиміляцію (германізацію та мадяризацію в імперії Габсбургів) і в романтичному баченні слов'янської Російської імперії звертали свої погляди на неї. Спроби національного відродження слов'ян Австрійської імперії угорські владні кола зумисне викривлено тлумачили як «москвофільство» і доносили до віденської влади неправдиві звістки про культурний рух сербів, словаків та українців, намагаючись злякати цим династію Габсбургів і виправдати свої репресії.

В. Попович, незважаючи на перешкоди з боку угорської адміністрації, виборов навчання української мови і релігії в ужгородській, мукачівській та сигітській гімназіях. Чинною мовою в єпископській канцелярії була руська мова, тобто місцевий варіант української, і владика так суворо оберігав цей лад, що відкладав виконувати прохання, написані не по-руськи. Причиною такої турботи про збереження мови були намагання угорців і мадяронів запровадити угорську мову у літургічне життя Мукачівської єпархії замість церковнослов'янської мови і таким чином асимілювати місцеве українське населення. Зокрема, у 1863 р. «мадярські греко-католики» зібралися в Гайдудорозі під проводом поручника Людовика Форкоша і написали меморіал до В. Поповича, домагаючись запровадження угорської літургії.
«Єп. Попович уже давніше був переслідуваний урядовими чинниками за його „народовецьке переконання“. Тому, щоб оминути нові неприємності з боку влади, він переслав цей меморіял до Риму. У міжчасі, дня 11 листопада 1863 о., він гостро заборонив уживання мадярської мови в богослуженнях, без виразного позволення Апостольського Престолу».
Грамотою з 7 грудня 1866 р. Апостольський Престол у Римі «строго заборонив мадярську літургію».
В. Попович підтримував «Церковную газету» Івана Раковського, що протягом двох років видавалася «язичієм» у Будапешті, однак так і не здобула популярності через виразні москвофільські погляди її редактора і російську мову, якою вона виходила.
В. Попович вірив у важливість освіти і сподівався заснувати школу при кожній з парафій єпархії. Вимагав досконалого знання грамоти від усіх дяків та священників, закликав до публікації руськомовних підручників. Єпископська бібліотека за його служіння на Мукачівській катедрі також суттєво поповнилася. Для освіченості свого народу наприкінці життя доклав багато зусиль для заснування «Товариства святого Василія Великого», яке почало активно діяти з 1866 року.

Більшість планів Василя Поповича, зокрема щодо грошового фонду на підтримку освіти, не були реалізовані через спротив угорської адміністрації, яка проводила агресивну політику прости слов'ян після революційних подій в Угорщині 1848–1849 років. Проти Мукачівського єпископа виступав навіть примас Угорщини Іван Сцитовський:
«А це слід особливо підкреслити, бо мадярський примас Іван Сцитовський (+1866 р.) старався всіма силами усунути єп. Поповича з владицтва, але владика не піддався. Тоді до Апостольського нунція у Відні посипались численні доноси й оскарження проти Поповича, мовляв, він через невміле й недбале управління, довів єпархію до жалюгідного занепаду й повної деморалізації духовенства. По смерті Поповича, на основі тих доносів, Папа Пій ІХ задумав доручити єп. Ґаґанцеві перевести апостольську візитацію Мукачівської єпархії. Але мадярські круги на цісарському дворі затривожились. Знаючи про правдиве положення Мукачівської єпархії, вони ніяк не бажали візитації. Тож тодішній канцлер Угорської придворної канцелярії граф І. Майлат, на Мукачівське єпископство піддав кандидатуру мадярського патріота, Стефана Панковича, обіцяючи, що він приверне „повний порядок і дисципліну“ в єпархії. Ось так мадярськими інтриґами Панкович був настановлений Мукачівським єпископом».
В. Попович помер в Ужгороді 19 жовтня (за іншими даними — 9 жовтня) 1864 року. Похований у крипті катедрального собору.

## Пам'ять
2011 року в селі Великі Ком'яти було встановлено меморіальну дошку на честь Василя Поповича з наступним текстом:
Цей випадок і подібні йому комеморативні практики є прикладами, коли історичні діячі стають заручниками проявів «неорусинства» в Мукачівській греко-католицькій єпархії, що знайшли свій вираз уже за єпископа Івана Семедія. Останній твердив: «Наше населення не є українцями, вірники в основному є русинами, але є чисельні групи угорців, румунів, словаків». Безпідставність таких тверджень показав, до прикладу, Всеукраїнський перепис населення 2001 р.: українців на Закарпатті 80,5 %, а угорців, 12,1 %. Натомість ні сам єпископ В. Попович, ні його сучасники не протиставляли русинів Закарпаття русинам інших українських земель, зокрема Буковини і Галичини — саме тому він поїхав святитися до Львова. Тим паче В. Попович називав свій народ «руським», а термін «русинський» — пізнішого походження і має значну історію використання угорським режимом адмірала Міклоша Горті (який під час окупації Закарпаття 1939–1944 років забороняв українцям краю називатися українцями, а тільки русинами), а також і сучасного політичного русинства. Останнє штучно протиставляє давній етнонім українців його новому етноніму для «винайдення» окремого народу.